# Намибе (покрајина)
Намибе (порт. Namibe), једна је од 18 покрајина у Републици Ангола. Покрајина се налази на југозападном делу земље са излазом на Атлантски океан и граничи се са државом Набијом.
Покрајина Намибе покрива укупну површину од 57.091 km² и има 471.613 становника (подаци из 2014. године). Највећи град и административни центар и покрајине је истоимени град Намибе.

## Административно подела покрајине
Покрајина Намибе се дели на следећих 5 општина (порт. município):
- Намибе (Namibe)
- Бибала (Bibala)
- Виреји (Virei)
- Камукујо (Camucuio)
- Томбуа (Tômbua)